# Ширинский, Василий Петрович
Васи́лий Петро́вич Шири́нский (4 [17] января 1901, Екатеринодар — 16 августа 1965, Мамонтовка, Московская область) — советский композитор, скрипач, дирижёр, музыкальный педагог. Народный артист РСФСР (1965). Лауреат Сталинской премии первой степени (1946).

## Биография
Родился 4 (17) января 1901 год в Екатеринодаре. Старший брат виолончелиста и музыкального педагога Сергея Ширинского. Первоначально обучался игре на виолончели у Альфреда Глена. Окончил МГК имени П. И. Чайковского по классу скрипки у Давида Сергеевича Крейна (1925), композиции у Николая Мясковского (1928). Ране занимался у Георгия Каутара. В 1920-е годы играл в оркестрах ГАБТ, ЦДКА, в Персимфансе. Один из основателей и бессменный участник Квартета имени Л. Бетховена, ранее квартет Московской консерватории, 2-я скрипка с 1923 года). Дирижёр Большого симфонического оркестра Центрального радиовещания (1930—1932), оркестра Оперного театра имени К. С. Станиславского (1932—1936). В 1939—1941 годах зав. музыкальной частью и дирижёр оркестра ЦТКА, в 1938 году и 1943—1944 — зав. музыкальной частью Театра имени Ленинского комсомола. С 1939 года преподаватель классов квартета и чтения партитур МГК имени П. И. Чайковского (с 1941 года — доцент, с 1950 года — профессор, с 1957 года — заведующий кафедрой камерного ансамбля и квартета). В 1950—1951 годах директор и художественный руководитель МГАФ. Гастролировал за рубежом.
Умер 16 августа 1965 года в посёлке Мамонтовка. Похоронен в Москве на Введенском кладбище (13 уч.).

## Творчество
Наибольшую известность получила музыка Ширинского к театральным постановкам. Автор 2 симфоний, 6 струнных квартетов, 98 фуг, 24 прелюдий, 15 пьес, хоров, романсов, концертов и т. д. Оперы «Пьер и Люс» (1950) и «Иван Грозный» (1954). Кантаты «Три кубка» (1942) и «Родина» (1947).

### Музыка к спектаклям
- 1934 — «Испанский священник» Джона Флетчера (МХТ-II)
- 1939 — «Лев Гурыч Синичкин» Дмитрия Тимофеевича Ленского (ЦТКА)
- 1940 — «Неравный брак» братьев Тур (МАТС)
- 1954 — «Вишнёвый сад» Антона Павловича Чехова (Ленком)
- 1955 — «Парень из нашего города» Константина Михайловича Симонова (Ленком)
- 1956 — «Серебряное копытце» Павла Петровича Бажова (МТЮЗ)

### Музыка к радиопостановкам
- «Золотой ключик, или Приключения Буратино» Алексея Николаевича Толстого (1936, 2-я ред. 1946)
- «Нос» Николая Васильевича Гоголя (1950)
- «В Стране Полипов» (1953) по роману Чарльза Диккенса «Крошка Доррит»

### Фильмография
- 1937 — Завещание
- 1938 — Волк и семеро козлят
- 1954 — Шведская спичка
- 1956 — На подмостках сцены

## Награды и премии
- орден Трудового Красного Знамени (28.12.1946)
- Сталинская премия первой степени (1946) — в составе Квартета имени Л. Бетховена
- народный артист РСФСР (1965)